# Anton Kučmín
Anton Kučmín (* 7. června 1984, Ilava) je slovenský atlet, reprezentant Slovenska na olympijských hrách v Londýně v disciplíně chůze na 20 km. Kučmínúv domácí klub je VSC Dukla Banská Bystrica. Jeho trenérem je Juraj Benčík.
Na LOH 2012 v disciplíně chůze na 20 km s časem 1:22:25 hod. dosáhl 23. místo, čímž překonal svůj osobní rekord a také dosavadní nejlepší umístění slovenského chodce na olympijských hrách.